# アレックス・ガルシア (バスケットボール)
アレックス・ガルシア（Alex Garcia）ことアレックス・リベイロ・ガルシア（Alex Ribeiro Garcia、1980年3月4日 - ）は、ブラジルのプロバスケットボール選手。ブラジル男子プロバスケットボールリーグ1部NBBのBauruに所属している。サンパウロ州オルランディア出身。ポジションはポイントガード。193cm、102kg。

## 来歴
2003-04から2シーズン、NBAのサンアントニオ・スパーズとニューオリンズ・ホーネッツに所属。NBAでは平均4.7得点1.8アシストを記録。